# 이와테누마쿠나이역
이와테누마쿠나이역(いわて沼宮内駅、いわてぬまくないえき 이와테누마쿠나이에키[*])은 일본 이와테현 이와테군 이와테정에 위치한 동일본 여객철도 소속 철도역이며, 도호쿠 신칸센의 정차역이다. 승강장 구조는 2면 2선이다.

## 승강장

### 동일본 여객철도
| 1 | ■도호쿠·홋카이도 신칸센 | (하행) | 하치노헤 · 신아오모리 · 신하코다테호쿠토 방면 |  |
| 2 | ■도호쿠·홋카이도 신칸센 | (상행) | 모리오카 · 센다이 · 도쿄 방면                 |  |

### IGR 이와테 은하 철도
| 1 | ■IGR 이와테 은하 철도선 | (하행) | 니노헤 · 산노헤 · 하치노헤 방면 |           |
| 2 | ■IGR 이와테 은하 철도선 |        | 다이히 선                       | 당역 발차 |
| 3 | ■IGR 이와테 은하 철도선 | (상행) | 고마 · 모리오카 방면            |           |

## 인접 역
| 동일본 여객철도 도호쿠 신칸센           | 동일본 여객철도 도호쿠 신칸센 | 동일본 여객철도 도호쿠 신칸센 |
| --------------------------------------- | ----------------------------- | ----------------------------- |
| 모리오카 도쿄 방면                      | □ 신칸센 "하야테"             | 니노헤 신아오모리 방면        |
| IGR 이와테 은하 철도 이와테 은하 철도선 |                               |                               |
| 이와테카와구치 모리오카 방면            | 이와테 은하 철도선            | 미도 메토키 방면              |